# Damazan
 Damazan  es una población y comuna francesa, en la región de Nueva Aquitania, departamento de Lot y Garona, en el distrito de Nérac y cantón de Damazan.

## Demografía
| 1424 | 1338 | 1257 | 1204 | 1164 | 1237 |
| Para los censos de 1962 a 1999 la población legal corresponde a la población sin duplicidades (Fuente: INSEE [Consultar]) |      |      |      |      |      |